# Clau dicotòmica
La clau dicotòmica és un codi que es fa servir per classificar els éssers vius. Consisteix en un conjunt de preguntes que tenen només dues respostes i que, contestades successivament, que porten a la identificació de l'organisme.
Una clau dicotòmica es basa en definicions dels caràcters morfològics, macroscòpics o microscòpics; d'ella parteixen dues solucions possibles, en funció de si tenen o no tenen determinat caràcter, repetint-se el procés de definicions de característiques, fins a arribar a l'organisme en qüestió.

## Introducció a la taxonomia
La taxonomia (del grec τάξις, taxis, 'ordenament', i νόμος, nomos, 'norma') és la ciència d'ordenar els organismes en un sistema de classificació compost per tàxons aniuats.

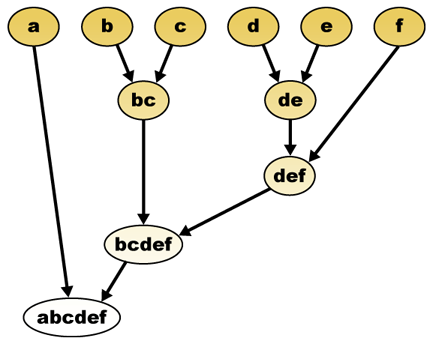
Els arbres filogenètics tenen forma de dendrogrames. Cada node del dendrograma correspon a un clade.

La taxonomia biològica és una subdisciplina de la sistemàtica, que estudia les relacions de parentesc entre els organismes i la seva història evolutiva. Actualment, la taxonomia actua un cop s'ha determinat l'arbre filogenètic dels organismes estudiats, és a dir, una vegada s'han determinat els clades, o branques evolutives, en funció de les seves relacions de parentesc.
Actualment, existeix el consens dins la comunitat científica que la classificació ha de ser totalment consistent amb el que se sap de la filogènia dels tàxons, car només així donarà el servei que s'espera d'ella a la resta de branques de la biologia, però hi ha escoles dins la sistemàtica que defineixen amb matisos diferents la manera en què la classificació s'ha de correspondre amb la filogènia coneguda.
Més enllà de l'escola que la defineixi, la finalitat última de la taxonomia és organitzar l'arbre filogenètic en un sistema de classificació. Per fer-ho, l'escola cladística (la que predomina avui en dia) transforma els clades en tàxons. Un tàxon és un clade al qual s'ha assignat una categoria taxonòmica, al qual s'ha atorgat un nom en llatí, que ha estat descrit, al qual s'ha associat un exemplar tipus, i que ha estat publicat en una revista científica. Quan s'ha fet tot això, el tàxon té un nom correcte. La nomenclatura és la disciplina que s'ocupa de reglamentar aquests passos, i s'encarrega que se segueixin els principis de nomenclatura. Els sistemes de classificació que en neixen funcionen com a contenidors d'informació, d'una banda, i com a predictors de l'altra.
Un cop s'ha determinat la classificació d'un tàxon, s'extreuen els caràcters diagnòstics de cadascun dels seus membres, i a partir d'ells es creen claus dicotòmiques d'identificació, que són utilitzades per determinar o identificar organismes, per tal d'ubicar un organisme desconegut en un tàxon conegut del sistema de classificació. La determinació o identificació també és l'especialitat taxonòmica que s'encarrega dels principis d'elaboració de les claus dicotòmiques i d'altres instruments amb la mateixa finalitat.

## Determinació o identificació d'espècimens

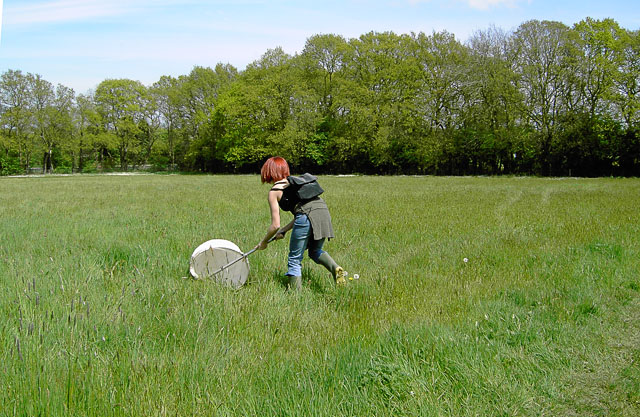
Captura d'insectes voladors en l'estrat herbaci. La primera activitat d'un aspirant a conèixer la taxonomia de la seva regió és crear la seva pròpia col·lecció, producte de col·lectes periòdiques al llarg de totes les estacions de l'any, classificada fins que aconsegueix identificar informalment els centenars o pocs milers d'espècies o morfotipus nadius i adventicis presents a la seva localitat, i establir les "diferències" entre els més propers fins conceptualitzar els caràcters o els atributs que els delimiten. El pas següent és la comparació amb els noms formals, amb ajuda d'un taxònom especialitzat o amb la bibliografia taxonòmica recomanada per ell.

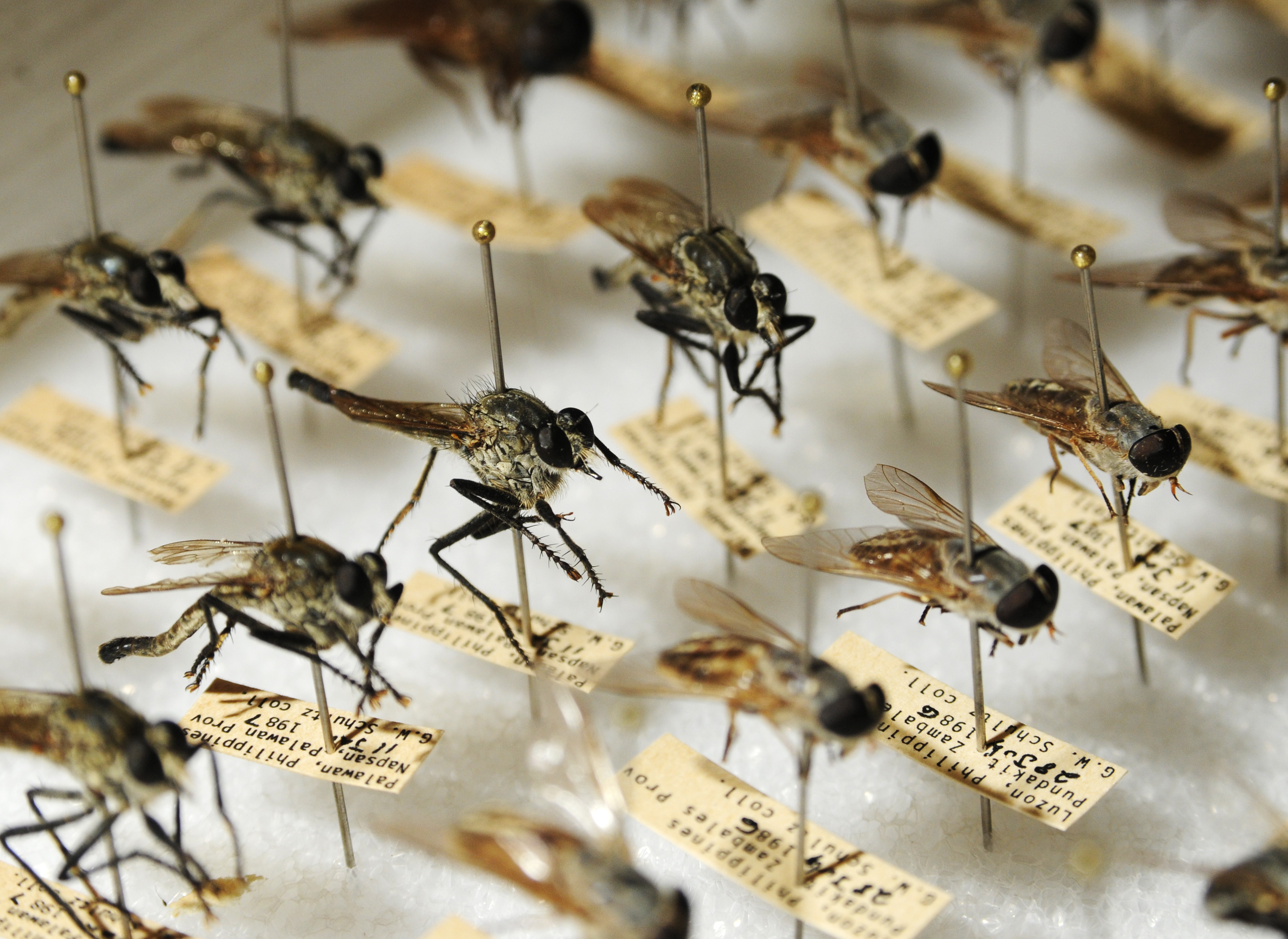
Caixa entomològica de dípters, conté una planxa de telgopor en la qual s'insereixen les agulles entomològiques en els quals estan muntats els dípters i les seves etiquetes. L'aspirant ha de tenir coneguts tots els grups "naturals" per dalt de gènere o de família (en aquest cas ordre Diptera, mosques i mosquits) per fer aquest pas al segregar els espècimens de la seva col·lecció.

La disciplina de la Determinació, o identificació d'espècimens, és el procés de prendre els atributs d'un espècimen fins a trobar el tàxon en què s'ubica ("determinar") o reconèixer que és nou per a la ciència i necessita una descripció formal i un nom. Com només el 10% de les espècies del planeta està descrit, i aquestes descripcions són hipòtesis amb diferents graus de resolució, la Determinació funciona recursivament amb la descripció i delimitació d'espècies en l'àrea anomenada alfa-Taxonomia  o  taxonomia Descriptiva , o, modernament i delimitant les diferències en les definicions de taxonomia -des de fa dècades amb una definició minimalista- i Sistemàtica, i pel fet que es integradin (es van indiferenciant a mesura que el focus d'atenció es trasllada de una a l'altra) en aquesta categoria taxonòmica, l'àrea de la " Sistemàtica Descriptiva" o " Ciència de la Biodiversitat" .

## Organització de la clau dicotòmica
La clau està organitzada en dicotomies (de vegades tricotomies) o dilemes, o sigui, parells d'afirmacions contraposades (exemple: "plantes amb flors grogues" contra "plantes sense flors grogues").
Aquestes afirmacions estan nominades de diferent manera, amb números aràbics o romans, amb lletres, amb símbols, s'indenten, etc. Però sobretot es representen amb un organigrama en forma de ramificació com els arbres genealògics, difícils d'escriure amb un ordinador perquè requereix pàgines molt amples.
Per exemple:
1a. Planta amb flors blaves o violeta ........ 2
2a. Planta amb flors blaves ........ espècie A
2b. Planta amb flors violeta ........ espècie B
1b. Planta amb flors grogues o blanques ......... 3
3a. Planta amb flors blanques ........ espècie C
3b. Planta amb flors grogues ........ espècie D

## Com utilitzar una clau?
Les claus dicotòmiques són una eina molt útil per classificar organismes. La seva ocupació consisteix sempre a prendre una i només una de les dues alternatives; cal llegir primer les dues afirmacions i optar per una d'elles. L'afirmació que es va rebutjar no es torna a incloure en el desenvolupament de la determinació.
Tornant a l'exemple del color de les flors, imaginem que tenim una flor groga; llegim la primera dicotomia:
1a. Planta amb flors blaves o violeta ........ 2
1b. Planta amb flors grogues o blanques ......... 3
La nostra planta té flors grogues, de manera que seguim a la dicotomia número 3 (saltant la 2)
3a. Planta amb flors blanques ........ espècie C
3b. Planta amb flors grogues ..... espècie D
La nostra flor compleix la condició 3b, de manera que pertany a l'espècie D.
No obstant això, és freqüent trobar-dicotomies ambigües, com per exemple:
1a. Longitud superior a 4 cm ........ 2
1b. Longitud inferior a 4 cm .......... 3
i el nostre espècimen mesura just 4 cm (o 3,9, o 4,1), hem de seguir els dos camins fins a topar-nos amb una dicotomia que el nostre espècimen no compleixi; per exemple, si optem per seguir el camí 2 (més de 4 cm) i més endavant trobem una dicotomia que digui
5a. cap blanc
5b. cap negre
i el nostre exemplar té el cap vermell, tornarem a la dicotomia 1 i seguirem el camí 3 (menys de 4 cm).

## Exemples pràctics de claus taxonòmiques
La següent clau serveix per identificar o classificar les classes del subfílum vertebrats.
1a. Amb pèl .............................................. Classe Mamífers
1b. Sense pèl ......................................................................... 2
2a. Amb plomes ......................................... Classe Aus
2b. Sense plomes .................................................................... 3
3a. Sense mandíbules .................................... Classe Àgnats
3b. Amb mandíbules ............................................................. 4
4a. Amb aletes parells ........................................................ 5
4b. Sense aletes; amb potes o sense elles ..................................... 6
5a. Amb esquelet ossi ............................... Classe osteïctis (peixos ossis)
5b. Amb esquelet cartilaginós .................... Classe Condrictis (peixos cartilaginosos)
6a. Pell seca, coberta d'escates .................... Classe Rèptils
6b. Pell humida, sense escates ...................... Classe Amfibis
Si el nostre exemplar és una granota, complirà la condició 1b (sense pèl), de manera que passarem a la dicotomia 2; de les dues opcions, complirà la 2b (sense plomes), i passarem a la dicotomia 3; com que tenen mandíbules, seguirem a la dicotomia 4, i com que té potes i no aletes (opció 4b), continuarem en la 6; per fi, atès que no té escates i té la pell humida (6b), conclourem que pertany a la classe amfibis. Podríem continuar amb una clau per a les ordres d'amfibis:
1a. Sense potes .............. Ordre Gimnofions
1b. Amb potes ................................ 2
2a. Amb cua ............... Ordre Urodels
2b. Sense cua ................ Ordre Anurs
Com la nostra granota té potes (1b) i manca de cua (2b), resulta que és un anur. D'aquesta manera, seguint claus de categoria taxonòmica cada vegada més baixa, podríem arribar a l'espècie.